# Autoradiografia
Autoradiografia – metoda obrazowania rozkładu substancji promieniotwórczych, najczęściej w płaskim przedmiocie.
Autoradiografię wykonuje się pozostawiając na pewien czas kliszę rentgenowską przyłożoną ściśle do przedmiotu lub pokrywając próbkę emulsją światłoczułą. Wywołana emulsja ujawnia rozkład substancji promieniotwórczych w przedmiocie (autoradiogram). W technice autoradiografii oprócz klisz rentgenowskich można wykorzystywać również inne systemy detekcji promieniowania.
Po uprzednim oznakowaniu radioizotopami uczestniczących w reakcji związków autoradiografia pozwala na określenie przebiegu reakcji chemicznych gdy reagenty rozdzielają się.
Substancje promieniotwórcze występują w organizmach w ilościach śladowych, dlatego można pominąć naturalną radioaktywność badanego organizmu. Wprowadzony do organizmu wskaźnik izotopowy krąży z jego płynami ustrojowymi i jest wbudowywany do związków chemicznych organizmu. Na przykład, aby śledzić przemiany RNA w komórkach, można inkubować komórki z radioaktywnym prekursorem tego związku. Po inkubacji materiał poddaje się rutynowej technice histologicznej: sporządza się skrawki, umieszcza na szkiełkach podstawowych, preparaty pokrywa się emulsją fotograficzną i pozostawia w ciemności (nawet na kilka miesięcy). W tym czasie promieniowanie emitowane przez izotop promieniotwórczy naświetla materiał światłoczuły. Po wywołaniu emulsji można określić rozmieszczenie pobranej substancji radioaktywnej, przykładowo przemiany RNA w komórce albo rozpoznać określone sekwencje DNA.
Przy zastosowaniu bardzo cienkich skrawków można oglądać autoradiogramy pod mikroskopem, a nawet mikroskopem elektronowym.